# Héctor Santos
Heitor Santos (Montevidéu, 29 de outubro de 1944 – Montevidéu, 7 de maio de 2019) foi um ex-futebolista uruguaio que atuava como goleiro.

## Carreira
Héctor Santos fez parte do elenco da Seleção Uruguaia de Futebol, na Copa do Mundo de  1970 e 1974. 